# ذئب ألاسكي
ذئب ألاسكا أو ذئب أمريكا الشمالية (الاسم العلمي: Canis lupus pambasileus) هو نويع من الذئب الرمادي يشار إليه باسم ذئب ألاسكا الداخلية في الولايات المتحدة حيث يتراوح في الأجزاء المجاورة من كولومبيا البريطانية والأقاليم الشمالية الغربية. هذه الأنواع الفرعية هي في الأصل من ألاسكا الداخلية ويوكون، وهي محمية لمنطقة التندرا في ساحل القطب الشمالي.